# Karol Jabłoński
Karol Jabłoński (* 25. August 1962 in Giżycko) ist ein deutsch-polnischer Segelsportler.

## Leben
Jabłoński wuchs in Polen auf und begann schon in der Jugend zu segeln. Als ihm trotz zahlreicher Erfolge die Olympiateilnahme verwehrt wurde, wanderte er 1986 nach Deutschland aus. Er musste seinen Lebensunterhalt zunächst durch Nebenjobs finanzieren und trainierte auf dem Steinhuder Meer. 1993 gewann er mit Deutschland den Admiral’s Cup. Ab 1992 wurde er zudem elf Mal Weltmeister, vier Mal Vizeweltmeister und acht Mal Europameister im Eissegeln. Er war Steuermann in sehr erfolgreichen deutschen Segelprojekten wie Container, Pinta und Thomas-i-Punkt. Nachdem seine America’s-Cup-Kampagne Polska 1 gescheitert war, begann er 2005 als Steuermann auf Desafío Español. Er führte das Team beim America’s Cup ins Halbfinale. Anschließend war er beim United Internet Team Germany als Skipper verpflichtet. Nachdem es 2008 aufgelöst worden war, segelte er erfolgreich als Taktiker auf deutschen Super Maxi Yachten wie Y3K, Saudade und Hetairos. Unter den Berufsseglern ist er nicht nur als begabter Steuermann und Taktiker, sondern auch als Manager von internationalen Segelprojekten anerkannt. Er ist Vorsitzender des Segelclubs Olsztyn.

## Erfolge

### Segeln
- mit Bernd Hildebrandt und Jakob Schneider Deutscher Meister im 20er Jollenkreuzer, 1988[2] und 1989[3]
- Sieger Admiral’s Cup 1993
- Erster 2002, Zweiter 2004 bei der Matchrace-Weltmeisterschaft
- Erster Mumm 36 World Championship 1999
- Europameister im Match Race 2002
- 3. Platz in America’s Cup, Louis Vuitton Cup, Desafío Español (2007)
- Gewinner von Giraglia Rolex Cup, Maxi Yacht Rolex Cup, Admiral’s Cup, Commodores’ Cup, Copa del Rey, Kieler Woche, Sardinia Cup, PalmaVela, Zegna Trophy, Les Voiles de St Barth, Match Race Germany
- Olympische Sommerspiele 1996: Trainer des Goldmedaillengewinners im Finn Dinghy I

### Eissegeln
- Europameister 1992, 2000, 2002, 2011, 2013, 2014, 2015, 2017
- Weltmeister 1992, 1995, 1996, 1997, 2000, 2001, 2003, 2014, 2015, 2016, 2017